# کوترابودان
کوترابودان (به لاتین: Kotrabudan) یک منطقهٔ مسکونی در مونته‌نگرو است که در شهرداری توزی واقع شده‌است. کوترابودان ۲۳۳ نفر جمعیت دارد.